# Noyelles-sous-Bellonne
Noyelles-sous-Bellonne è un comune francese di 815 abitanti situato nel dipartimento del Passo di Calais nella regione dell'Alta Francia.

## Società

### Evoluzione demografica
Abitanti censiti